# 이솔아
이솔아(1998년 8월 11일 ~ )는 대한민국의 배구 선수이다. 2021년 현재 수원시청 소속 선수이다.

## 선수 시절
중앙여자고등학교 출신으로 2017-18 신인 드래프트에서 IBK기업은행의 2라운드 1순위 지명을 받고 입단한다. 2017년 12월 인삼공사의 최수빈, 박세윤을 상대로 채선아, 고민지와 함께 인삼공사로 이적한다.